# Pleurotrocha altila
Pleurotrocha altila är en hjuldjursart som beskrevs av Myers 1940. Pleurotrocha altila ingår i släktet Pleurotrocha och familjen Notommatidae. Inga underarter finns listade i Catalogue of Life.